# Francesc Muns i Castellet
Francesc Muns i Castellet (Barcelona, 1833-1894), advocat de professió, va ser un assagista i poeta d'opinió política tradicionalista i professà les idees de la Renaixença sobre la literatura en llengua catalana i el seu reconeixement com llengua de nivell cultural comparable a la castellana. Va participar en els Jocs Florals del 1870, que varen ressorgir, sota el regnat de Ferran VII, dins la societat catalana en recuperació després de la Guerra del Francès. Francesc Muns i Castellet va escriure i publicar poesia en català i monografies en castellà. Fou col·laborador del diari carlí El Correo Catalán. Era fill de Ramon Muns i Serinyà, que va fundar la Societat Filosòfica de Barcelona (1815-1821), juntament amb Bonaventura Carles Aribau. Publicà les obres Los mártires del siglo XIX i Estudio sobre los tres prioratos de San Llorenç prop Bagà, San Salvador de la Badella i San Pere de la Portella